# Фёльц, Вольфганг
Во́льфганг О́тто И́саак Фё́льц (нем. Wolfgang Otto Isaak Völz; 16 августа 1930, Данциг, Вольный город Данциг — 5 мая 2018, Берлин, Германия) — немецкий актёр театра и кино, радио и телевидения. Кавалер ордена «За заслуги перед Федеративной Республикой Германия» (1991).

## Биография

### Личная жизнь
Родился 16 августа 1930 года в Данциге (ныне Гданьск), в том же доме, где за пять лет до этого родился другой немецкий актёр — Эдди Арент. В дальнейшем оба иногда снимались вместе в фильмах. В 1947 году, вместе с матерью, Фёльц переехал в Гамельн, где он поступил учеником к пекарю. Оставив это занятие, переехал в Ганновер и поступил на курсы актёрского мастерства. Обучался у Теодора Беккера и Макса Геде.
В 1955 году Вольфганг Фёльц сочетался браком с Росвитой, урождённой Карват, с которой познакомился  во время обучения в танцевальной студии Татьяны Васильевны Гзовской в Западном Берлине. Оба ребёнка пары — сын Бенджамин и дочь Ребекка, как и внук Даниэль, также стали актёрами.
Фёльц был членом СДПГ и был избран в бундестаг в 1994 году. По служебным обязанностям он постоянно путешествовал между Мюнхеном, Гамбургом и своей фактической резиденцией в Берлине.
В 2016 году актёр перенес инсульт. Вольфганг Фёльц умер 2 мая 2018 года в своём доме в районе Берлин-Вильмерсдорф. 6 июня 2018 года его прах был поставлен в колумбарий на кладбище Вильмерсдорф в Берлине.

### Карьера
В 1950 году Фёльц дебютировал на сцене Ганноверского земельного театра в роли пажа в драме Фридриха Шиллера «Дон Карлос». В 1950-х он снялся в нескольких картинах, вместе с известными актёрами, Гансом Альберсом и Гертом Фребе. В эти же годы актёр снялся в картине «Близкие друзья» с Дитмаром Шёнгерром, с которым в дальнейшем Фёльц неоднократно снимался в кино и на телевидении, в том числе в телесериале «Космический патруль». Этот проект принёс обоим актёрам широкую известность. С 1954 года Фёльц часто играл на сцене кабаре «Дикобраз» в Берлине.

## Фильмография
| Год  | Фильм                                                                      | Режиссёр              | Персонаж                |
| ---- | -------------------------------------------------------------------------- | --------------------- | ----------------------- |
| 1955 | «20 июля» (нем. Der 20. Juli)                                              | Фальк Харнак          | связной                 |
| 1955 | «Роман семнадцатилетней» (нем. Roman einer Siebzehnjährigen)               | Пауль Ферхёвен        | господин Брекельман     |
| 1956 | «Вишни в соседском саду» (нем. Kirschen in Nachbars Garten)                | Эрих Энгельс          | Клаус Вендланд          |
| 1956 | «Тётушка Чарли» (нем. Charleys Tante)                                      | Ханс Квест            | полицейский             |
| 1956 | «Китти и большой мир» (нем. Kitty und die große Welt)                      | Альфред Вайденман     | Стил                    |
| 1957 | «Весна в Берлине» (нем. Frühling in Berlin)                                | Артур Мария Рабенальт | продавец газет          |
| 1957 | «Банковское хранилище 713» (нем. Banktresor 713)                           | Вернер Клингер        | эпизодическая роль      |
| 1957 | «Счастье в дороге» (нем. Das Glück liegt auf der Straße)                   | Франц Антел           | эксперт                 |
| 1958 | «Мужчина во время шторма» (нем. Der Mann im Strom)                         | Ойген Йорк            | Мике                    |
| 1958 | «Я слушал его» (нем. Ich war ihm hörig)                                    | Вольфганг Беккер      | ассистент               |
| 1958 | «Пифке, ужас компании» (нем. Piefke, der Schrecken der Kompanie)           | Верум, Вольфганг      | недовольный пивом       |
| 1959 | «Отечество — ваши песни» (нем. Heimat — Deine Lieder)                      | Пауль Май             | Фриц, друг Пауля        |
| 1959 | «Прощание с облаками» (нем. Abschied von den Wolken)                       | Готфрид Райнхардт     | инженер Альберт         |
| 1959 | «Ты замечательный» (нем. Du bist wunderbar)                                | Пуаль Мартин          | эпизодическая роль      |
| 1959 | «День, который никогда не закончится» (нем. Ein Tag, der nie zu Ende geht) | Франц Петер Вирт      | полицейский Кен О’Келли |